# Operacja Fontana

Wcześniejsze operacje Fontana w przypadku atrezji zastawki trójdzielnej

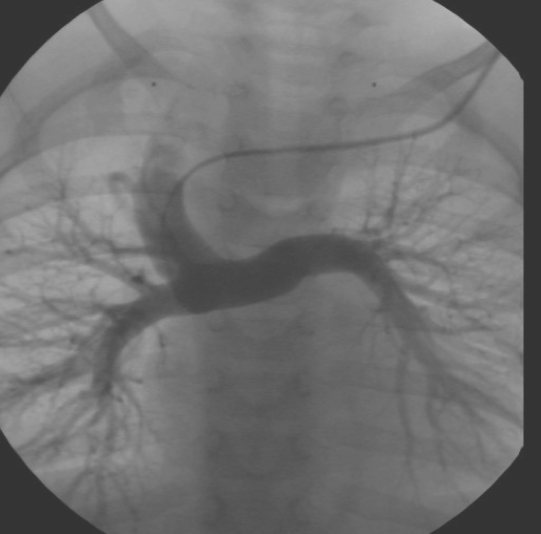
Angiografia – dwukierunkowe zespolenie Glenna

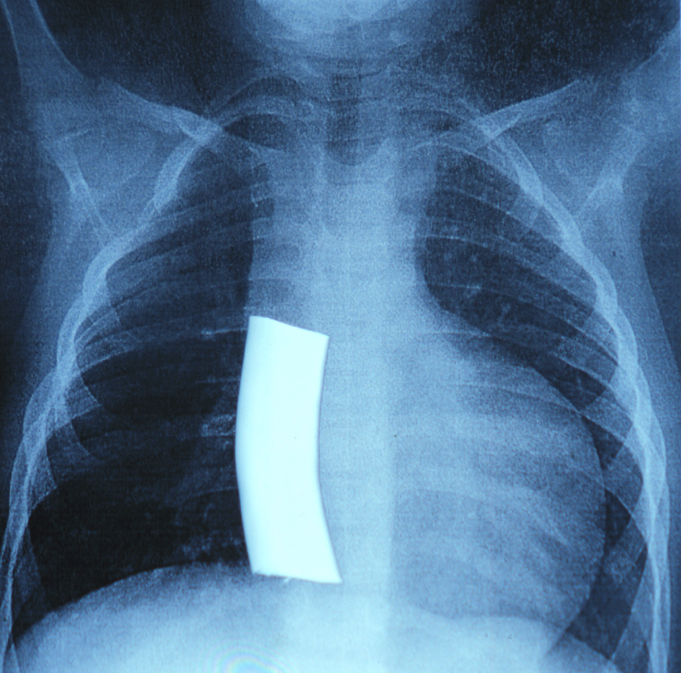
Schemat zewnątrzsercowego połączenia w operacji Fontana z użyciem protezy Gore-Tex

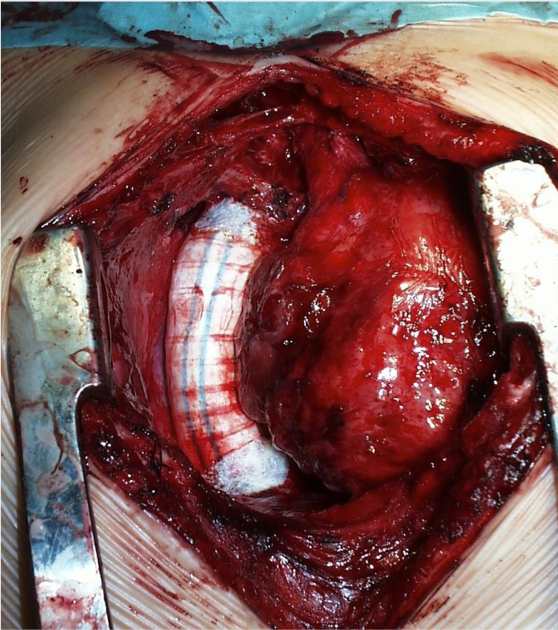
Operacja Fontana – połączenie zewnątrzsercowe żyły głównej dolnej z tętnicą płucną z użyciem Gore-Texu – zdjęcie śródoperacyjne

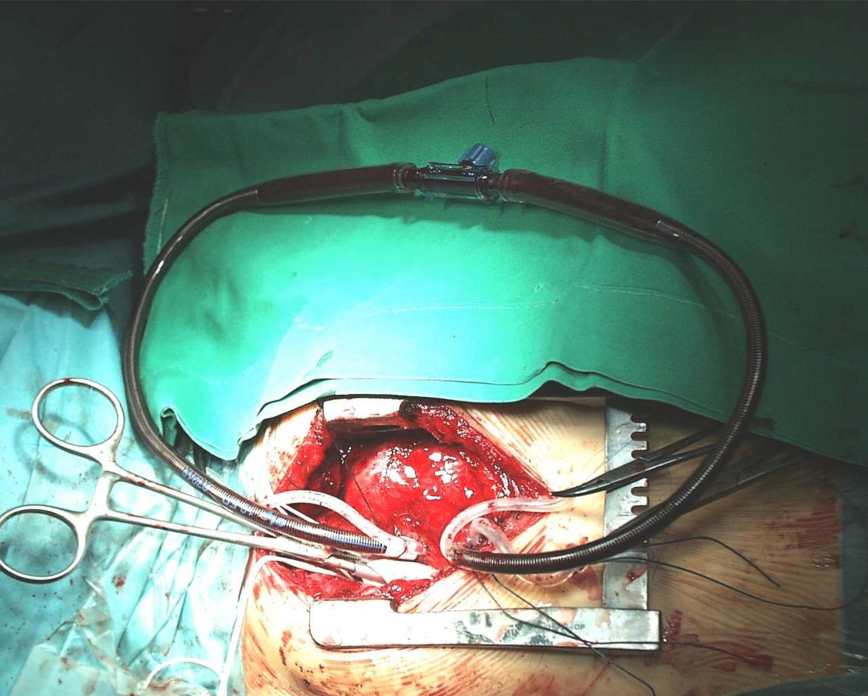
Połączenie omijające żyły głównej dolnej z prawym przedsionkiem w operacji Fontana bez krążenia pozaustrojowego – zdjęcie śródoperacyjne

Operacja Fontana – zabieg kardiochirurgiczny pierwotnie zastosowany w celu leczenia atrezji zastawki trójdzielnej, a obecnie wykonywany także w innych wadach serca z przewodozależnym przepływem sercowym, tj. w wadach typu serca jednokomorowego – w zespole hipoplazji lewego serca oraz w zespole hipoplazji prawego serca. Operacja ma na celu oddzielenie krążenia systemowego od krążenia płucnego i poprawę utlenowania krwi tętniczej. Dzieci po operacji Fontana biorą udział w zajęciach szkolnych z włączeniem w aktywność pozalekcyjną, jednak z ograniczoną wydolnością fizyczną w porównaniu z dziećmi zdrowymi. W trakcie modyfikacji pierwotnie jednoetapowa operacja Fontana obecnie z reguły przeprowadzana jest dwuetapowo.
Leczenie wykorzystujące procedurę Fontana ma jednak i ujemne strony. Trwale podwyższone centralne ciśnienie żylne powoduje zwłóknienie wątroby i zaburzenia krzepnięcia u pacjentów po operacjach metodą Fontana. W miarę upływu czasu zwłóknienie nasila się i może w przyszłości prowadzić do niewydolności wątroby. Trzeba rozpocząć badania i działania w kierunku zapobiegania tym zmianom.

## Powstanie metody
Naukowcy Glenn, Robicsek oraz Bakuljew i Kolesnikow w swoich pracach po raz pierwszy dowiedli, że ośrodkowe ciśnienie żylne jest wystarczające dla podtrzymania przepływu płucnego. Dało to podstawy do powstania metody zespolenia żyły głównej górnej z prawym pniem tętniczym, tzw. zespolenia Glenna metodą klasyczną. Hopkins, Kawashima i Abrams w swoich pracach przedstawili modyfikację tej metody, polegającą na zespoleniu żyły głównej górnej dwukierunkowo (krew z żyły głównej górnej płynie obiema tętnicami płucnymi) lub dwukierunkwo i obustronnie (tj. zespolenie dotyczy też rzadko występującej, przetrwałej lewej żyły głównej górnej).
Kawashima w swojej pracy naukowej przedstawił całkowite krążenie typu Fontana, w którym występowało dwukierunkowe połączenie żylno-płucne z przerwaniem ciągłości żyły głównej dolnej, gdzie układem drenującym są naczynia wieńcowe wraz z żyłami wątrobowymi.
W 1968 roku Francis Fontan i Eugene Baudet przeprowadzili pierwszą udaną operację u dziecka z atrezją zastawki trójdzielnej, polegającą na zespoleniu Glenna oraz bezpośrednim połączeniu uszka prawego przedsionka z prawą tętnicą płucną, co w założeniu miało polegać na tym, że prawy przedsionek przejmie funkcję pompy ssącej krew z żyły głównej dolnej i będzie ją tłoczyć do krążenia płucnego. Ta jak i inne modyfikacje techniki Fontana z wykorzystaniem prawego przedsionka są tylko metodami historycznymi.

## Opis metody
Obecnie operacja Fontana jest najczęściej dwuetapową operacją, stosowaną jako drugi i trzeci etap procedury Norwooda. Zabieg polega w pierwszym etapie na wykonaniu dwukierunkowego zespolenia Glenna, lub tzw. operacji hemi-Fontana. Krew z żyły głównej górnej (VCS) spływa bezpośrednio do tętnic płucnych, a z żyły głównej dolnej (VCI) miesza się nadal z krwią tętniczą na poziomie serca. W drugim etapie operacji Fontana wykonuje się najczęściej zewnątrzsercowe połączenie VCI z tętnicą płucną lub połączenie wewnątrzsercowe (tzw. operacja de Levala – Total Intracardiac Cavo−Pulmonary Connection). Od tego momentu krążenie duże (systemowe) i małe (płucne) są oddzielone, gdzie krew żylna przepływa przez płuca pod wpływem ciśnienia żylnego, a krew tętnicza pompowana jest do aorty przez pojedynczą komorę serca.
Najczęściej stosuje się dwie modyfikacje operacji Fontana:
- wewnątrzsercową, gdzie zespolenie wykonuje się wewnątrz prawego przedsionka (operacja de Levala, total cavopulmonary connection), w której wykonuje się boczny tunel wewnątrzsercowy.
- zewnątrzsercową (obecnie preferowaną), gdzie żyłę dolną główną łączy się z prawą gałęzią płucną przy użyciu protezy wykonanej z Gore-Texu[2][12][13]. Po wprowadzeniu przez Marcellettiego w 1990 zewnątrzsercowego zespolenia VCI z tętnicą płucną metoda ta jest aktualnie metodą z wyboru (polecana jako najlepsza) i jest przeprowadzana najczęściej w krążeniu pozaustrojowym na bijącym sercu, ale może być też wykonana przy przeciwwskazaniach, bez użycia krążenia pozaustrojowego stosując na czas zespolenia omijające połączenie między VCI i prawym przedsionkiem serca[2][14].

## Wyniki
Po leczeniu metodą Fontana ok. 90% pacjentów znajduje się w skali NYHA w klasie I–II, ale posiadają zmniejszoną wydolność wysiłkową w stosunku do populacji zdrowych. 2/3 z nich nie wymaga leków poprawiających krążenie. Pacjenci z anatomicznie lewą komorą serca posiadają z reguły lepszą tolerancję wysiłku, niż grupa z anatomicznie prawą komorą serca.